# Hortipes lejeunei
Hortipes lejeunei là một loài nhện trong họ Corinnidae.
Loài này thuộc chi Hortipes. Hortipes lejeunei được miêu tả năm 2000 bởi Bosselaers & Rudy Jocqué.